# Stift Göß

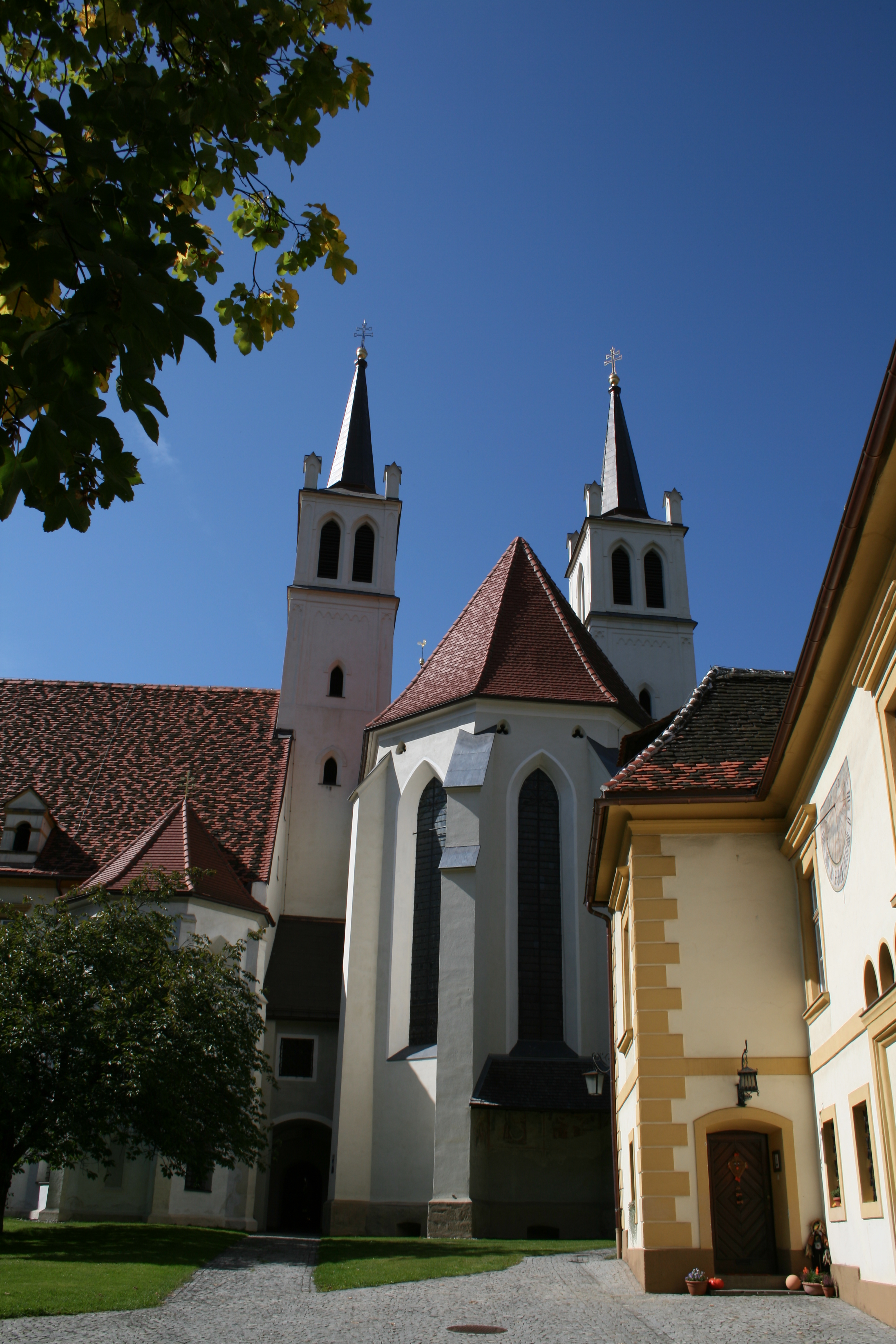
Ehemalige Stiftskirche

Das Stift Göss ist ein ehemaliges Kloster der Benediktinerinnen (OSB) in Göss, einem Stadtteil von Leoben in Österreich. Heute nicht mehr erhalten sind die ehemalige Pfarrkirche, der Friedhof und die Bauten westlich der Stiftskirche, der heutigen Pfarrkirche. Bekannt ist auch das Brunnhöfl, welches noch zum größten Teil erhalten ist. Im Schauraum des Stiftes ist auch ein wiederverwendbarer und nach unten aufklappbarer Josephinischer Sarg von 1784 ausgestellt.

## Geschichte

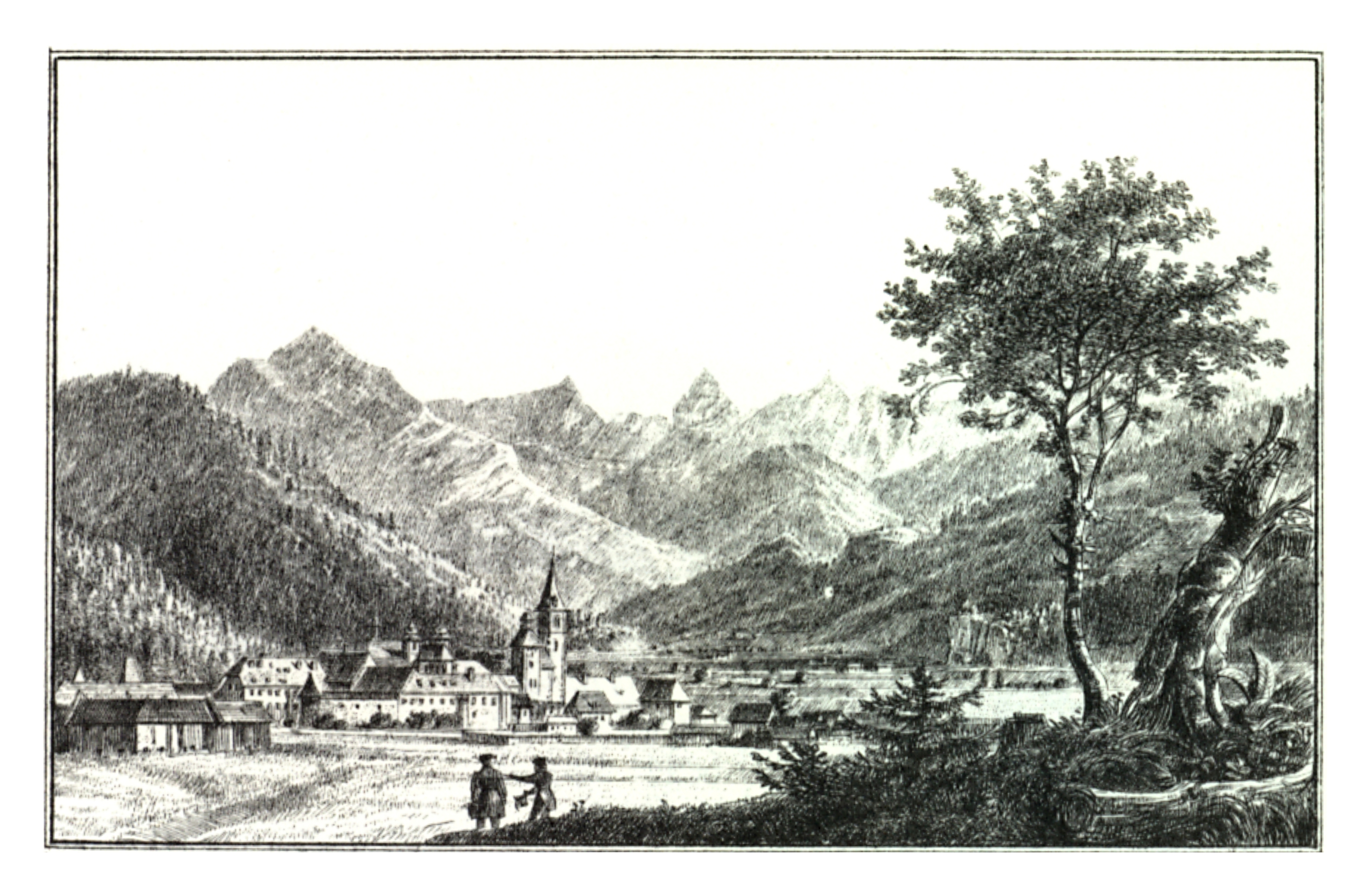
Stift Göß um 1830, Lith. Anstalt J.F. Kaiser, Graz

Das Kloster wurde 1004 durch Adula/Adele von Leoben (sie wurde und wird nach wie vor als die „selige Adula“ bezeichnet, obwohl sie nie seliggesprochen wurde), Gemahlin Pfalzgraf Aribos I., und ihren Sohn Aribo, später Erzbischof von Mainz, auf Aribonengut gegründet und von der Reichsabtei Nonnberg in Salzburg aus mit Benediktinerinnen besiedelt. Die erste Äbtissin war Kunigunde, die Schwester Erzbischof Aribos. Göß war die einzige Reichsabtei (ab 1020 durch Kaiser Heinrich II.) im späteren Habsburgerreich. Stift Göß bildete über Jahrhunderte für den steirischen Adel ein Zentrum für die Erziehung und Versorgung seiner Töchter. Es wurden grundsätzlich nur Nonnen, die aus dem Adel stammten, aufgenommen. 1782 wurde das Kloster aufgehoben.
Ab 1783 diente es kurzfristig als Sitz des neu gegründeten Bistums Leoben.
1827 wurde es von der Vordernberger Radmeisterkommunität ersteigert, die in erster Linie am Forstbesitz interessiert war. 1860 gelangte es an den Grazer Bierbrauer Max Kober (schon 1459 wurde der erste Stifts-Bierbrauer genannt); seitdem befindet sich hier die Brauerei Göss, welcher auch sämtliche ehemalige Stiftsgebäude, abgesehen von der Kirche, dem Glocken- und Uhrturm und dem Pfarrhof, gehören.
Noch heute zu besichtigten sind die alte Stiftskirche und die Michaelskapelle, die früher dem einzigen Leobner Bischof Graf Alexander Engel von Wagrein als Privatkapelle diente. Sie ist ein romanischer Bau im Zackenstil und mit Wandmalereien, die das Hohelied Salomons darstellen, verziert. Ein weiteres Objekt im Besitz der Pfarre ist der sogenannte „Josephinische Sarg“, ein Sarg, der zur Holzersparnis wiederverwendet werden konnte, indem er nach unten hin aufklappbar war und so nur der in Leinen gewickelte Leichnam im Grab blieb. 

### Äbtissinnen von Göß
| - von 1020 bis 1027 Kunigund I. - 1040 Wilburgis - 1066 Richardis - 11. Jh. Margaretha - 12. Jh. Hemma - 1146–1177 Adelheid von Spanheim - 1188–1203 Ottilie von Guttenberg - 1203–1230 Ottilie II. - 1239–1269 Kunigund II. - 1271–1283 Herburgis von Ehrenfels - 1283–1298 Euphemia - 1298–1322 Herradis von Breitenfurt - 1322–1338 Berta von Pux und Pranckh - 1340–1349 Diemut - 1349–1354 Katharina von Strettweg - 1355–1372 Gertraut von Hannau - 1381–1398 Katharina von Truthan - 1399–1421 Aloisia von Herberstorff - 1421–1428 Gertrud von Helfenberg - 1428–1463 Anna von Herberstorff | - 1470–1474 Bennigna Graßler - 1474–1497 Ursula von Silberberg - 1497–1505 Margaretha von Harbach - 1505–1514 Veronika von Ratmanstorf - 1514–1523 Margaretha von Mindorf - 1523–1543 Barbara von Spangstein - 1543–1566 Amalia von Leisser - 1566–1573 Barbara von Liechtenstein - 1573–1576 Anna von Harrach - 1576–1602 Florientina von Putterer - 1602–1611 Regina von Schrattenbach - 1611–1640 Margaretha von Kuenburg - 1640–1657 Maria Johanna von Kollonitsch - 1657–1695 Maria Benedikta von Schrattenbach - 1695–1706 Katharina Benedikta von Stürgkh - 1706–1737 Maria Mechthildis von Berchthold - 1737–1751 Maria Antonia von Überacker - 1751–1779 Maria Henrica von Poppen - 1779–1782 Maria Gabriela von Schaffmann |

## Beschreibung und Kunstobjekte
Bei der Stiftskirche des ehemaligen Stiftes Göß handelt es sich um einen großen Bau aus spätgotischer Zeit. Kunsthistorisch interessant sind vor allem die frühromanische Krypta unter dem Chor der Kirche, die frühgotischen Fresken in der Michaelskapelle (im sogenannten Zackenstil) sowie der imposante Dachstuhl der Kirche.

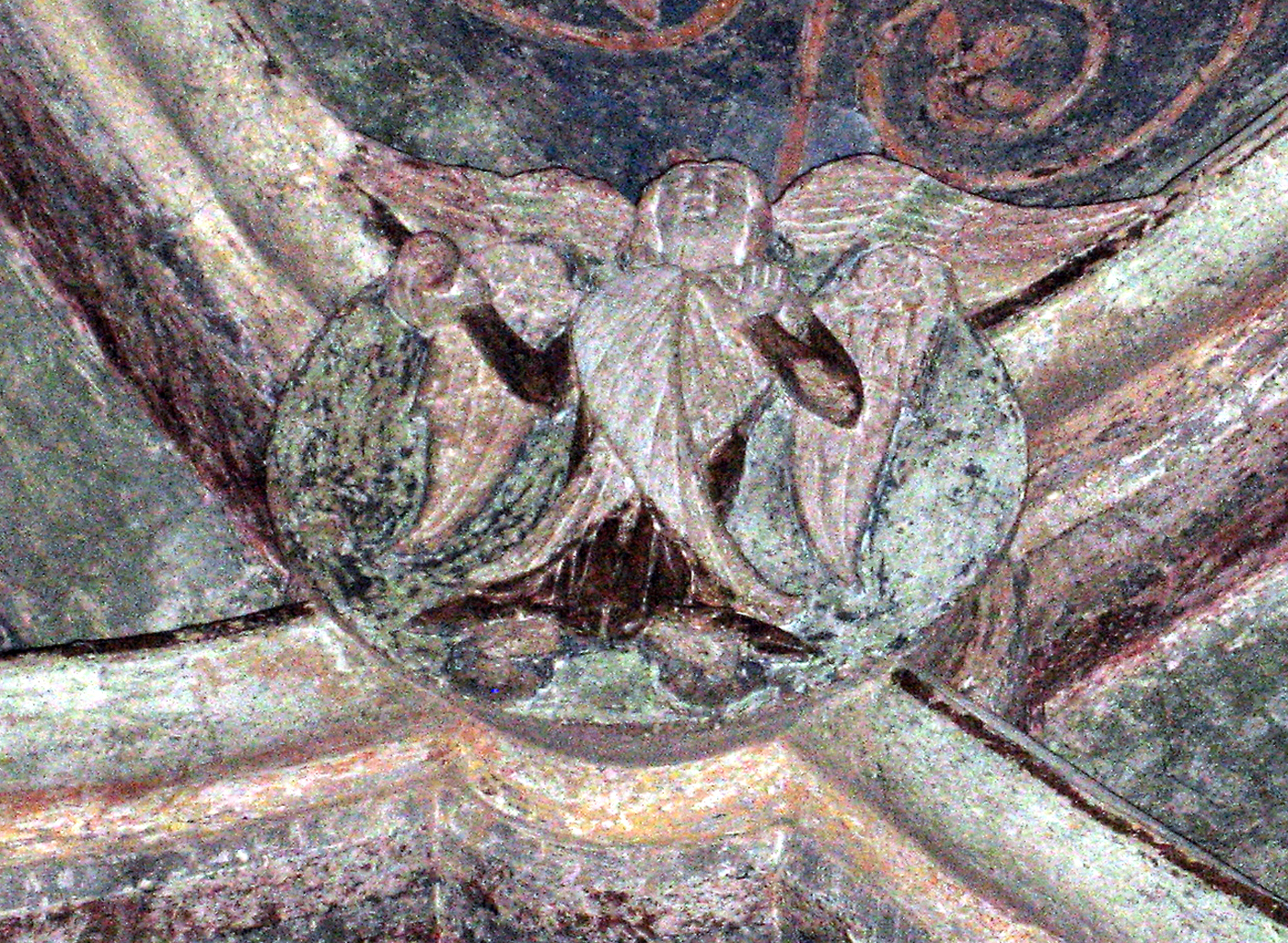
Schlussstein mit Abbild eines Seraphs
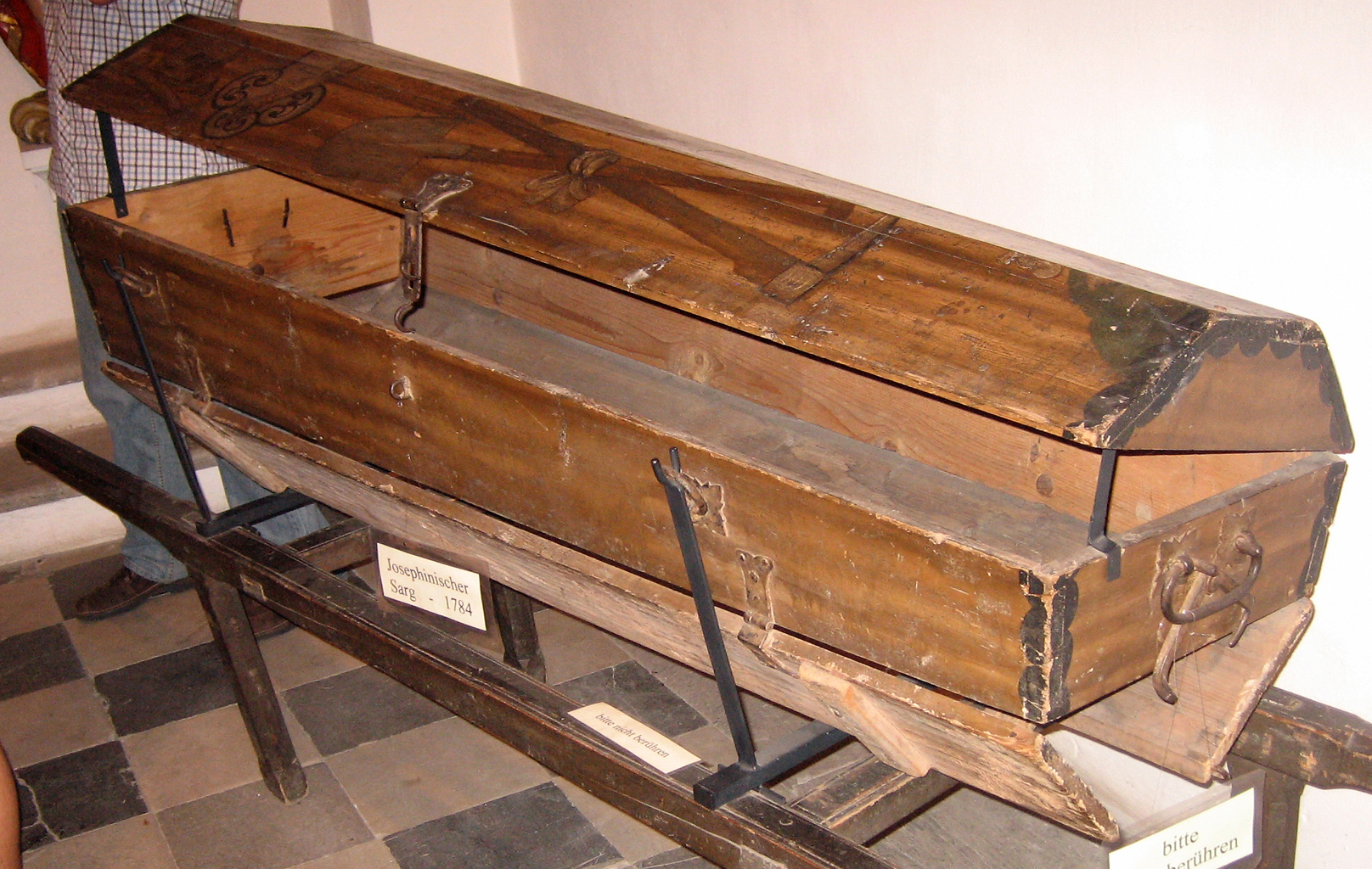
Josefinischer Sarg von 1784
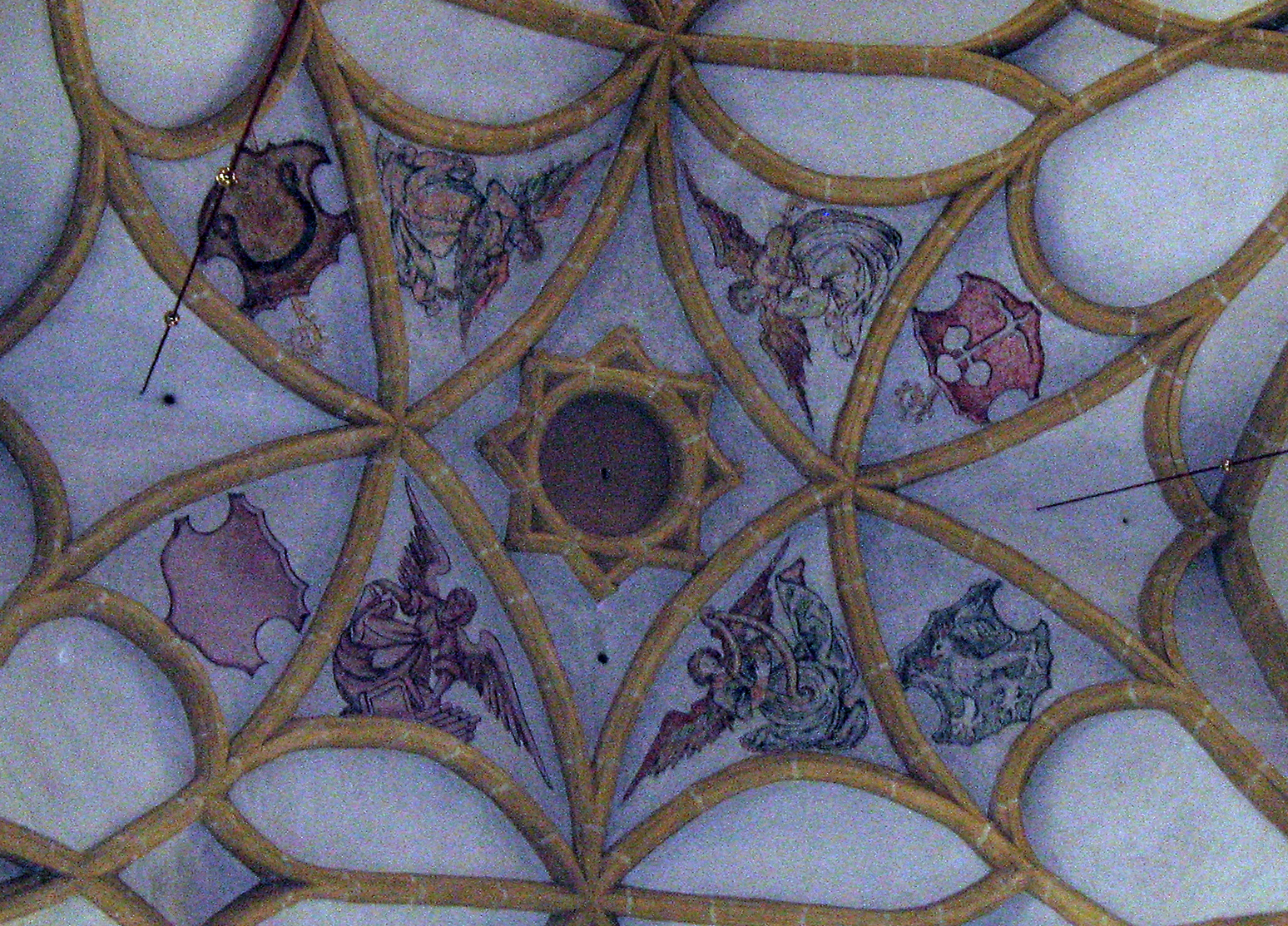
Deckenmalerei in der Kirche
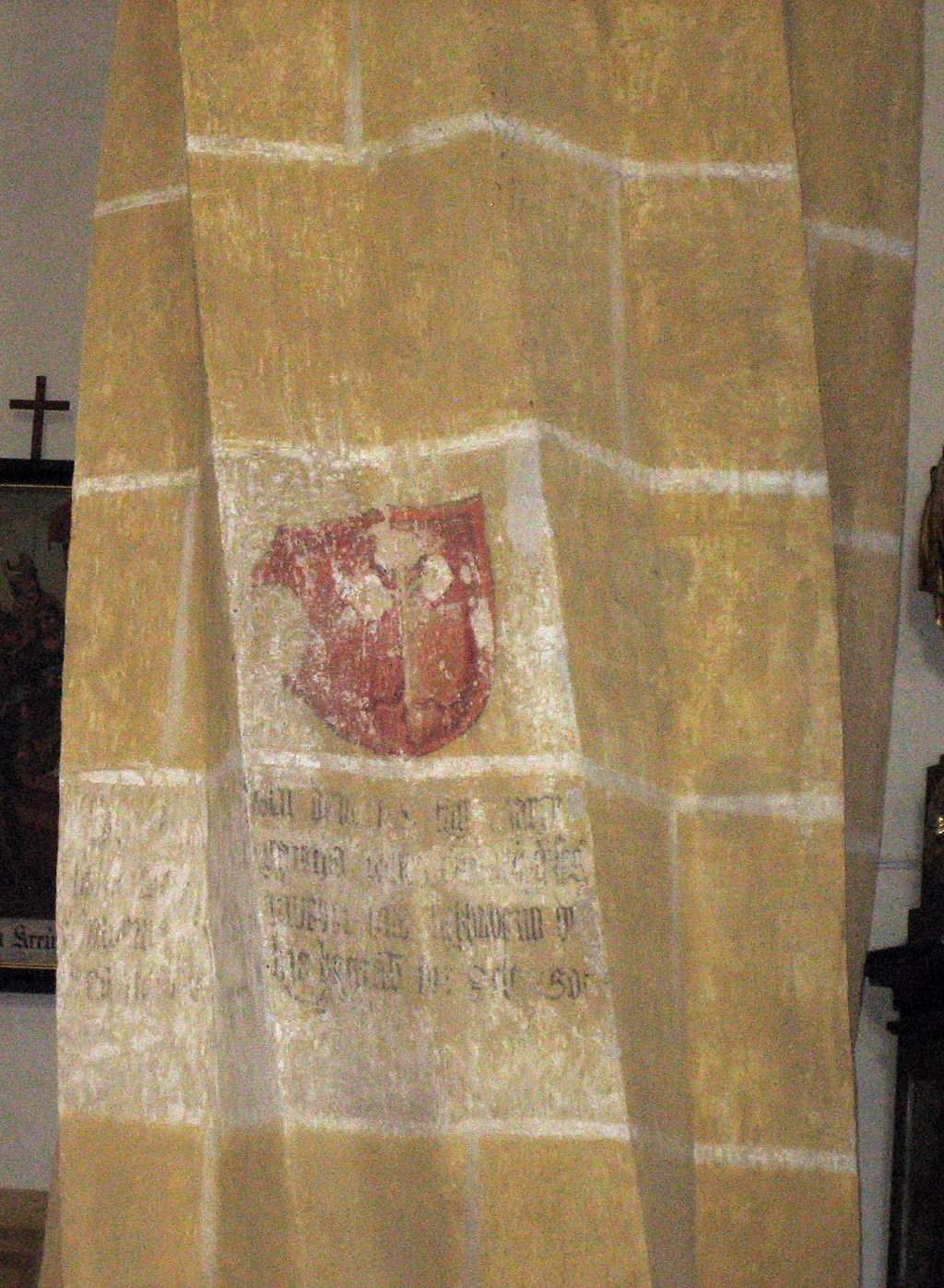
Vorderer Steher in der Kirche
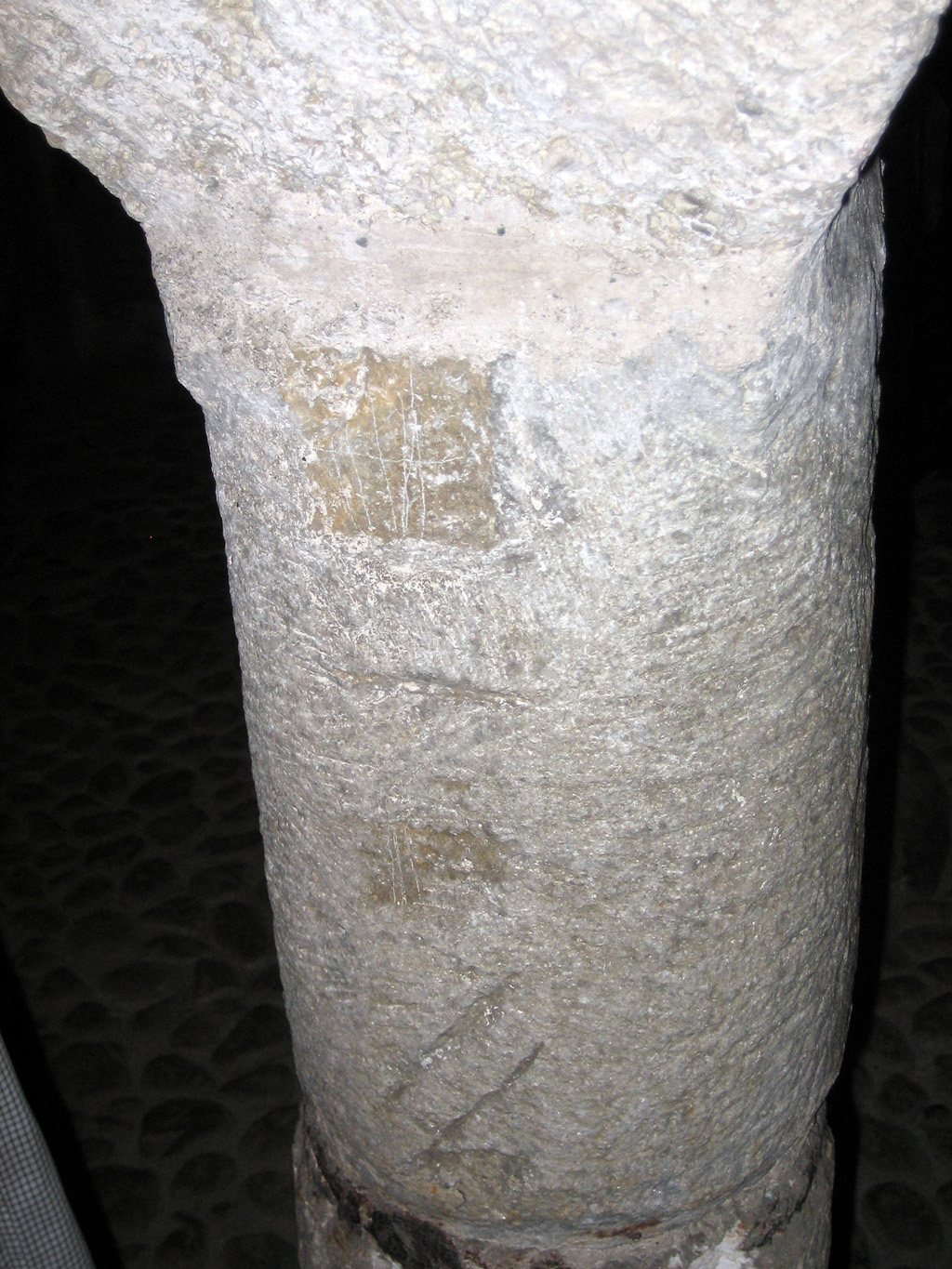
Monolith in der Krypta

### Klosterkirchen
Von der ehemaligen Pfarrkirche, der damaligen Andreaskirche, welche in der Zeit von Kaiser Joseph II. abgetragen wurde, steht heute noch der Glocken- und Uhrturm. Der heilige Andreas, der bei der ehemaligen Pfarrkirche Schutzpatron war, wurde auch der Patron der neuen Stiftskirche. Das Altarbild über dem Hochaltar stammt ebenfalls aus der damaligen Pfarrkirche. Vor der Aufhebung des Klosters befanden sich, so vermuten Forscher, etwa 17 Glocken im Stift. Heute sind es noch fünf, die älteste aus dem 15. Jahrhundert. Eine weitere Glocke befindet sich in der zu Göß gehörenden Friedhofskirche, geweiht dem Heiligen Erhard, und zwei weitere in der Marienkirche Maria Kaltenbrunn und in der Kirche am Kalvarienberg, welche ebenfalls zu Göß gehören.

### Gösser Ornat
Der berühmte Gösser Ornat, eine wertvolle romanische Seidenstickerei, welcher von der Äbtissin Kunigunde II. gestiftet und zusammen mit ihren Ordensschwestern angefertigt wurde, befindet sich heute in der Schausammlung Romanik Gotik Renaissance im Österreichischen Museum für angewandte Kunst, MAK Wien. Dieser Ornat aus der Zeit um 1260 ist eines der bedeutendsten und aus so früher Zeit einzig erhaltene Ensemble kirchlicher Gewänder bestehend aus Kasel, Pluviale, Dalmatik, Tunika und einem Antependium. An der technischen, farblichen und stilistischen Einheitlichkeit der Seidenstickerei, die das einfache Leinen gänzlich bedeckt, ist die Zusammengehörigkeit der Ornatteile leicht zu erkennen. Teilweise gravierende Änderungen im Laufe der Jahrhunderte, aber auch die freie Form der ornamentalen Dekoration lassen den Ornat heute besonders bunt und ungewöhnlich dekorativ erscheinen. Ferner erfolgte im Jahre 2006 in der Studiensammlung Textil des MAK die Ausstellung Transformationen des Gösser Ornats, welche das textile Werk unter dem Aspekt der verschiedenen kompositorischen und formalen Bedingungen neu verarbeitete.